# Carlos Fanta
Carlos Fanta (Chillán, 1890. augusztus 21. – 1964. december 8.) válogatott chilei labdarúgó, edző, játékvezető, sportvezető.

## Pályafutása

### Nemzeti játékvezetés
A kor követelményeinek megfelelően játékvezetői vizsgát nem kellett tennie. A Chilei labdarúgó-válogatott első edzőjeként elfogadták játékszabályi ismeretét. Hazájában több felkészülési mérkőzést irányított.

### Nemzetközi játékvezetés
Az első Copa América labdarúgó tornát Argentína függetlenségének 100. évfordulója alkalmából rendezték. A rendezőknek nem állt rendelkezésére olyan Dél-amerikai nemzetközi játékvezetői csoport, amely játékvezetőket tudott volna biztosítani, ezért a részvevők közül kértek fel sportvezetőt, sportolót játékvezetőnek. A torna idején megalakult COMNEBOL. 1916 után a megalakult COMNEBOL JB rendszeresen foglalkoztatta játékvezetőként. A  nemzetközi játékvezetéstől 1924-ben búcsúzott. Válogatott mérkőzéseinek száma: 10.

#### Copa América
Argentína rendezte az első, az 1916-os Copa América nemzetközi tornát, ahol a rendezők felkérték, hogy vezessen mérkőzést. Uruguay a 2. az 1917-es Copa América, Chile a 4. az 1920-as Copa América, valamint Uruguay a 8., az 1924-es Copa América nemzetközi tornát rendezte, ahol a COMNEBOL JB bíróként vette igénybe szolgálatát.

##### 1916-os Copa América

###### Copa América mérkőzés
| Időpont          | Helyszín                        | Mérkőzés típusa | Mérkőzés           | Eredmény | Nézők száma |
| ---------------- | ------------------------------- | --------------- | ------------------ | -------- | ----------- |
| 1916. július 10. | G.E.B.A. Stadion, Buenos Aires  | csoportmérkőzés | Argentína–Brazília | 1 – 1    | 16 000      |
| 1916. július 12. | G.E.B.A. Stadion, Buenos Aires  | csoportmérkőzés | Uruguay–Brazília   | 2 – 1    | 15 000      |
| 1916. július 17. | Racing Club Stadion, Avellaneda | csoportmérkőzés | Argentína–Uruguay  | 0 – 0    | 17 000      |

##### 1917-es Copa América

###### Copa América mérkőzés
| Időpont          | Helyszín                   | Mérkőzés típusa | Mérkőzés           | Eredmény | Nézők száma |
| ---------------- | -------------------------- | --------------- | ------------------ | -------- | ----------- |
| 1917. október 3. | Parque Pereira, Montevideo | csoportmérkőzés | Argentína–Brazília | 4 – 2    | 20 000      |

##### 1920-as Copa América

###### Copa América mérkőzés
| Időpont              | Helyszín                                       | Mérkőzés típusa | Mérkőzés         | Eredmény | Nézők száma |
| -------------------- | ---------------------------------------------- | --------------- | ---------------- | -------- | ----------- |
| 1920. szeptember 18. | Valparaíso Sporting Club Stadion, Viña del Mar | csoportmérkőzés | Uruguay–Brazília | 6 – 0    | 9000        |
| 1921. október 3.     | Valparaíso Sporting Club Stadion, Viña del Mar | csoportmérkőzés | Uruguay–Chile    | 2 – 0    | 16 000      |

##### 1924-es Copa América

###### Copa América mérkőzés
| Időpont           | Helyszín                   | Mérkőzés típusa | Mérkőzés          | Eredmény | Nézők száma |
| ----------------- | -------------------------- | --------------- | ----------------- | -------- | ----------- |
| 1924. november 2. | Parque Pereira, Montevideo | csoportmérkőzés | Uruguay–Argentína | 0 – 0    | 20 000      |

## Sportvezetőként
1916-ban a Chilei labdarúgó-válogatott első edzője, csapatvezetője.